# Füzesgyarmat
Füzesgyarmat – miasto na Węgrzech, w Komitacie Békés, w powiecie Szeghalom.